# Camarade (Ariège)
Pour les articles homonymes, voir Camarade (homonymie).
Camarade est une commune française située dans le nord-ouest du département de l'Ariège, en région Occitanie. Sur le plan historique et culturel, la commune fait partie du Pédaguès, ou Podaguès, ancienne appellation remplacée au XXIe siècle par la dénomination géographique de Terrefort ariégeois, constitué des terreforts de Pamiers et de Saverdun, sur la rive gauche de l'Ariège.
Exposée à un climat océanique altéré, elle est drainée par le Baumet, le ruisseau de Camarade et par divers autres petits cours d'eau. Incluse dans le parc naturel régional des Pyrénées ariégeoises, la commune possède un patrimoine naturel remarquable : un site Natura 2000 (les « Queirs du Mas d'Azil et de Camarade, grottes du Mas d'Azil et de la carrière de Sabarat ») et six zones naturelles d'intérêt écologique, faunistique et floristique.
Camarade est une commune rurale qui compte 209 habitants en 2022, après avoir connu un pic de population de 1 339 habitants en 1836. Elle fait partie de l'aire d'attraction de Saint-Girons. Ses habitants sont appelés les Camareaux.

## Géographie

### Localisation
- 1Carte dynamique
- 2Carte OpenStreetMap
- 3Carte topographique
- 4Carte avec les communes environnantes

La commune de Camarade se trouve dans le département de l'Ariège, en région Occitanie.
Elle se situe à 29 km à vol d'oiseau de Foix, préfecture du département, à 16 km de Saint-Girons, sous-préfecture, et à 22 km de Lézat-sur-Lèze, bureau centralisateur du canton d'Arize-Lèze dont dépend la commune depuis 2015 pour les élections départementales.
La commune fait en outre partie du bassin de vie de Saint-Girons.
Les communes les plus proches sont : 
Montfa (1,6 km), Mauvezin-de-Sainte-Croix (4,7 km), Montbrun-Bocage (5,0 km), Clermont (5,3 km), Le Mas-d'Azil (6,1 km), Campagne-sur-Arize (6,3 km), Contrazy (6,5 km), Daumazan-sur-Arize (6,7 km).
Sur le plan historique et culturel, Camarade fait partie du Pédaguès, ou Podaguès, ancienne appellation remplacée au XXIe siècle par la dénomination géographique de Terrefort ariégeois, constitué des terreforts de Pamiers et de Saverdun, sur la rive gauche de l'Ariège.
| Montbrun-Bocage (Haute-Garonne)                         | Montfa   |               |
| Mauvezin-de-Sainte-Croix, Contrazy (par un quadripoint) | Camarade | Le Mas-d'Azil |
| Montesquieu-Avantès                                     | Lescure  | Clermont      |

Commune située dans le massif du Plantaurel. C'est une commune limitrophe avec le département de la Haute-Garonne.
Hameaux attachés à la commune : Lézéres, Caplong, la Fount del Fer, Lamothe, Lafuste, Caugna, Lavielle, les Moulis, Mandrats, Lasmoles, Machicot…
Camarade fait partie du parc naturel régional des Pyrénées ariégeoises.

### Géologie et relief
La commune est située pour partie dans les Pyrénées, une chaîne montagneuse jeune, érigée durant l'ère tertiaire (il y a 40 millions d'années environ), en même temps que les Alpes, et pour partie dans le Bassin aquitain, le deuxième plus grand bassin sédimentaire de la France après le Bassin parisien. Elle est marquée par le front du chevauchement frontal nord-pyrénéen qui la traverse d'est en ouest, séparant la Zone nord-pyrénéenne (ZNP) au sud de la Zone sous-pyrénéenne (ZSP) au nord, qui constitue la frange sud du Bassin aquitain. Les terrains affleurants sur le territoire communal sont constitués de roches sédimentaires datant pour certaines du Cénozoïque, l'ère géologique la plus récente sur l'échelle des temps géologiques, débutant il y a 66 millions d'années, et pour d'autres du Mésozoïque, anciennement appelé Ère secondaire, qui s'étend de −252,2 à −66,0 Ma. La structure détaillée des couches affleurantes est décrite dans la feuille « n°1056 - Le Mas d'Azil » de la carte géologique harmonisée au 1/50 000ème du département de l'Ariège, et sa notice associée.
La superficie cadastrale de la commune publiée par l’Insee, qui sert de références dans toutes les statistiques, est de 27,68 km2,. La superficie géographique, issue de la BD Topo, composante du Référentiel à grande échelle produit par l'IGN, est quant à elle de 28,06 km2. Son relief est relativement accidenté puisque la dénivelée maximale atteint 384 mètres. L'altitude du territoire varie entre 367 m et 751 m.

### Hydrographie

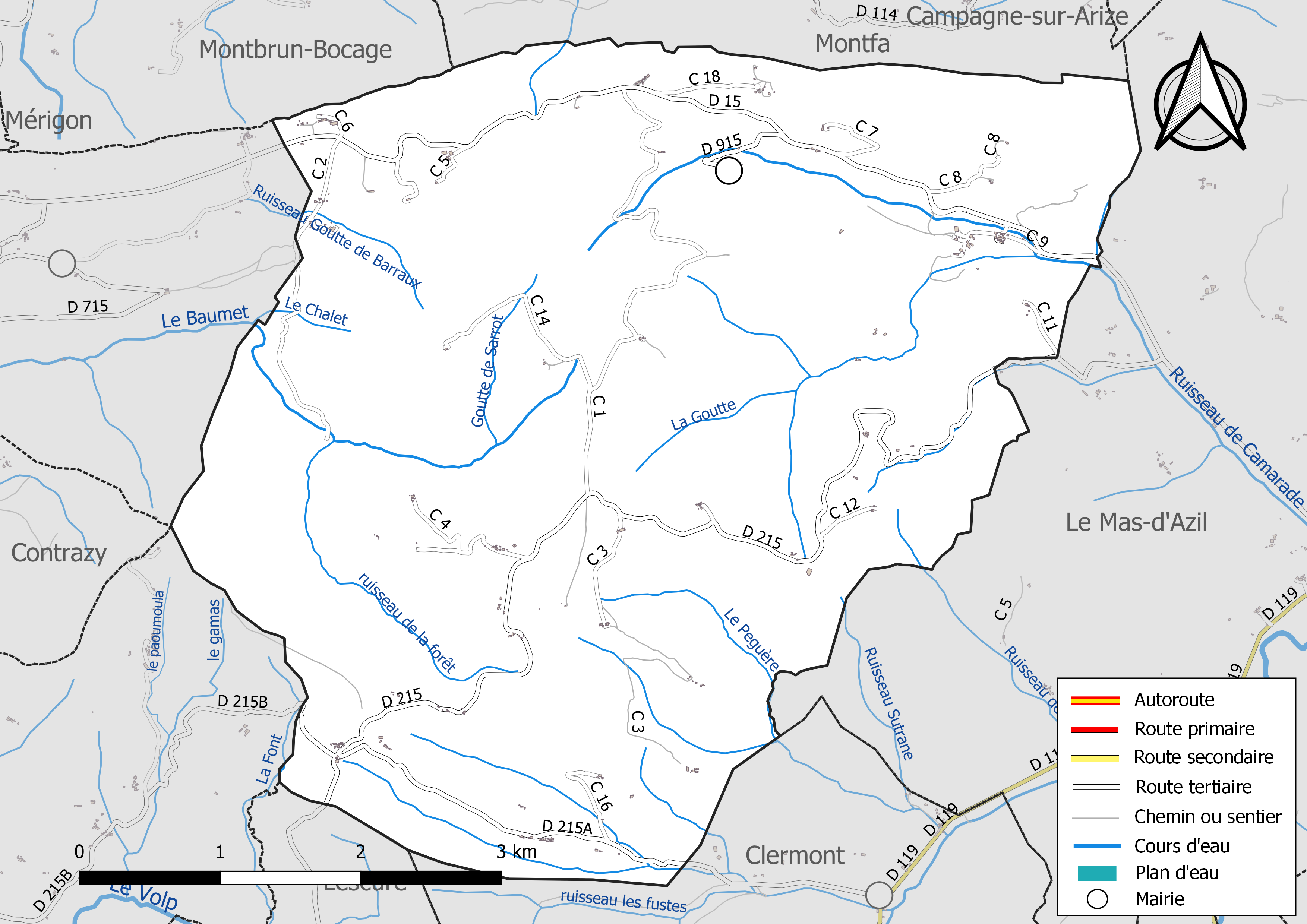
Réseaux hydrographique et routier de Camarade.

La commune est dans le bassin versant de la Garonne, au sein du bassin hydrographique Adour-Garonne. Elle est drainée par le Baumet, le ruisseau de Camarade, Goutte de Sarrot, la Font, la Goutte, le Chalet, le gamas, le Peguère, le ruisseau de la forêt, le ruisseau de Saly, le ruisseau Goutte de Barraux, le ruisseau Sutrane et par divers petits cours d'eau, constituant un réseau hydrographique de 32 km de longueur totale,.

### Climat
Pour des articles plus généraux, voir Climat de l'Occitanie et Climat de l'Ariège.
En 2010, le climat de la commune est de type climat océanique altéré, selon une étude s'appuyant sur une série de données couvrant la période 1971-2000. En 2020, Météo-France publie une typologie des climats de la France métropolitaine dans laquelle la commune est exposée à un climat de montagne et est dans la région climatique Pyrénées centrales, caractérisée par une pluviométrie annuelle de 1 000 à 1 200 mm.
Pour la période 1971-2000, la température annuelle moyenne est de 11,8 °C, avec une amplitude thermique annuelle de 14,7 °C. Le cumul annuel moyen de précipitations est de 1 003 mm, avec 9,8 jours de précipitations en janvier et 7 jours en juillet. Pour la période 1991-2020, la température moyenne annuelle observée sur la station météorologique la plus proche, située sur la commune de La Bastide-de-Sérou à 14 km à vol d'oiseau, est de 11,9 °C et le cumul annuel moyen de précipitations est de 1 091,0 mm,. Pour l'avenir, les paramètres climatiques de la commune estimés pour 2050 selon différents scénarios d'émission de gaz à effet de serre sont consultables sur un site dédié publié par Météo-France en novembre 2022.

### Milieux naturels et biodiversité

#### Espaces protégés
La protection réglementaire est le mode d’intervention le plus fort pour préserver des espaces naturels remarquables et leur biodiversité associée,.
La commune fait partie du parc naturel régional des Pyrénées ariégeoises, créé en 2009 et d'une superficie de 245 973 ha, qui s'étend sur 138 communes du département. Ce territoire unit les plus hauts sommets aux frontières de l’Andorre et de l’Espagne (la Pique d'Estats, le mont Valier, etc) et les plus hautes vallées des avants-monts, jusqu’aux plissements du Plantaurel.

#### Réseau Natura 2000

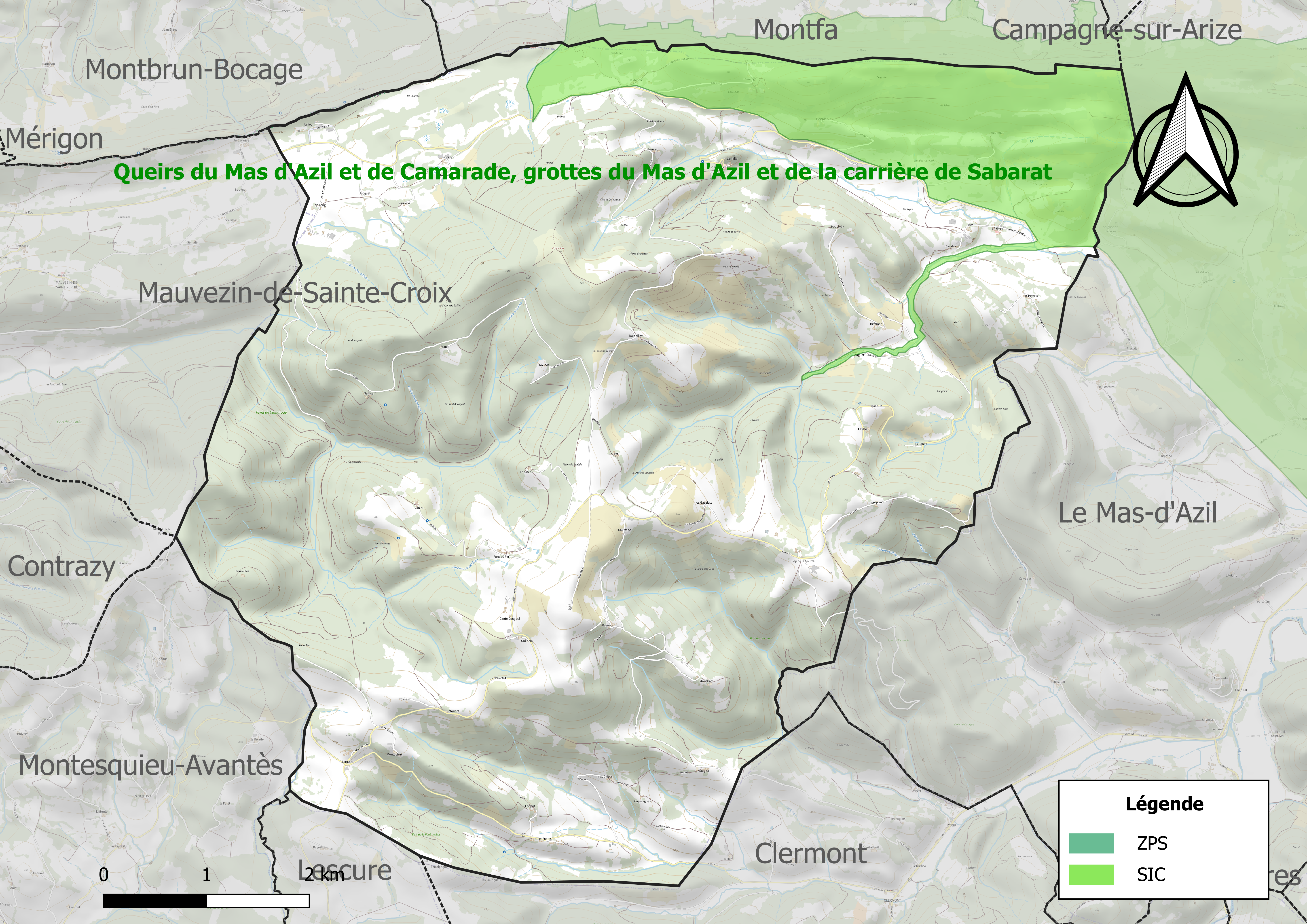
Site Natura 2000 sur le territoire communal.

Le réseau Natura 2000 est un réseau écologique européen de sites naturels d'intérêt écologique élaboré à partir des directives habitats et oiseaux, constitué de zones spéciales de conservation (ZSC) et de zones de protection spéciale (ZPS).
Un site Natura 2000 a été défini sur la commune au titre de la directive habitats : les « Queirs du Mas d'Azil et de Camarade, grottes du Mas d'Azil et de la carrière de Sabarat », d'une superficie de 1 629 ha, un ensemble exceptionnel de pelouses sèches à orchidées et de milieux souterrains.

#### Zones naturelles d'intérêt écologique, faunistique et floristique
L’inventaire des zones naturelles d'intérêt écologique, faunistique et floristique (ZNIEFF) a pour objectif de réaliser une couverture des zones les plus intéressantes sur le plan écologique, essentiellement dans la perspective d’améliorer la connaissance du patrimoine naturel national et de fournir aux différents décideurs un outil d’aide à la prise en compte de l’environnement dans l’aménagement du territoire.
Quatre ZNIEFF de type 1 sont recensées sur la commune :
- l'« Arize et affluents en aval de Cadarcet » (379 ha), couvrant 21 communes dont 18 dans l'Ariège et 3 dans la Haute-Garonne[31] ;
- les « collines de l'ouest du Séronais, du Mas-d'Azil à Saint-Lizier » (7 543 ha), couvrant 11 communes du département[32] ;
- le « cours du Volp » (204 ha), couvrant 15 communes dont 11 dans l'Ariège et 4 dans la Haute-Garonne[33] ;
- « Le Plantaurel occidental » (5 042 ha), couvrant 10 communes dont 8 dans l'Ariège et 2 dans la Haute-Garonne[34] ;

et deux ZNIEFF de type 2, : 
- les « coteaux de l'est du Saint-Gironnais » (15 037 ha), couvrant 18 communes du département[35] ;
- « le Plantaurel » (42 116 ha), couvrant 72 communes dont 68 dans l'Ariège, 2 dans l'Aude et 2 dans la Haute-Garonne[36].

Carte des ZNIEFF de type 1 et 2 à Camarade.
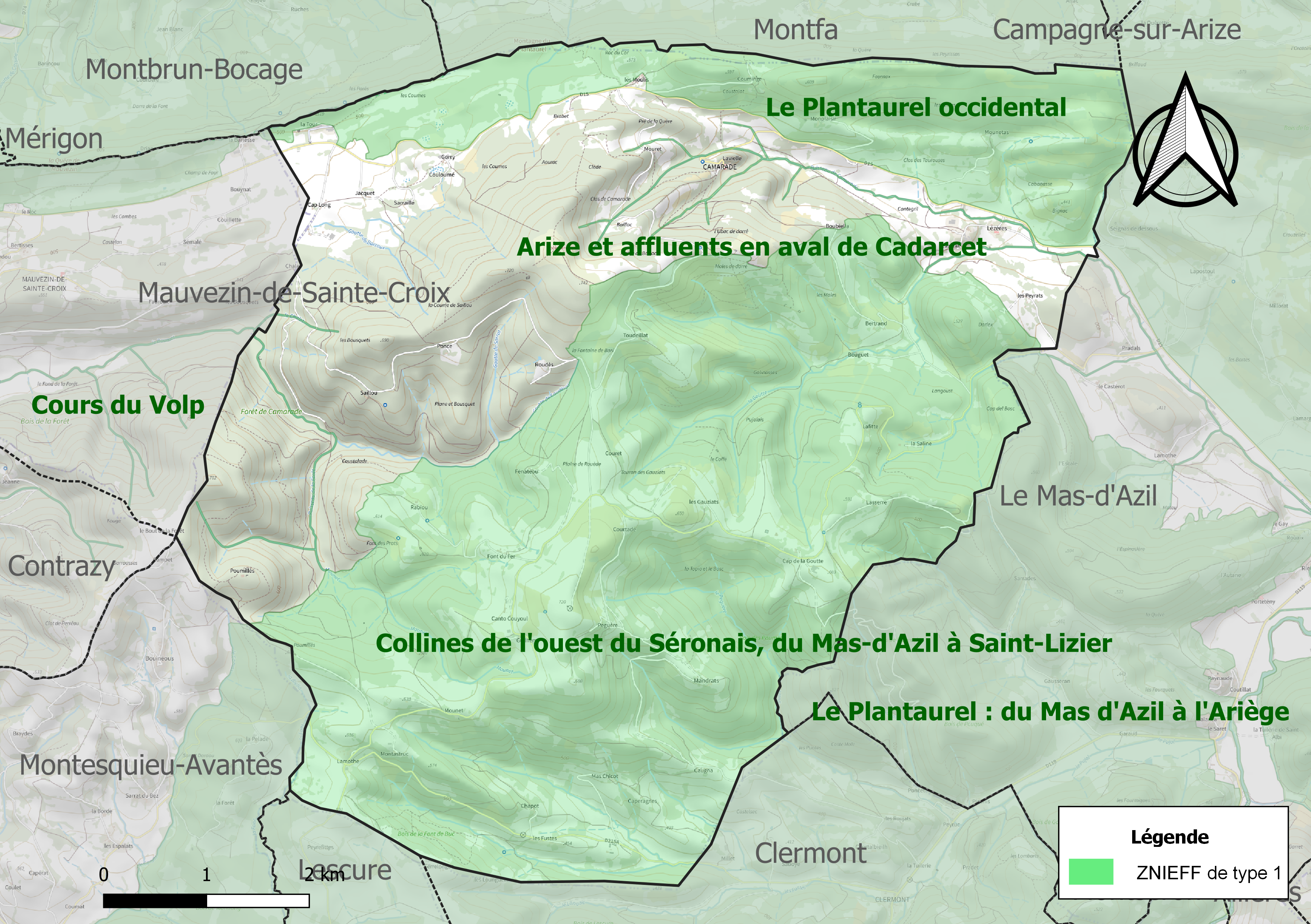
Carte des ZNIEFF de type 1 sur la commune.
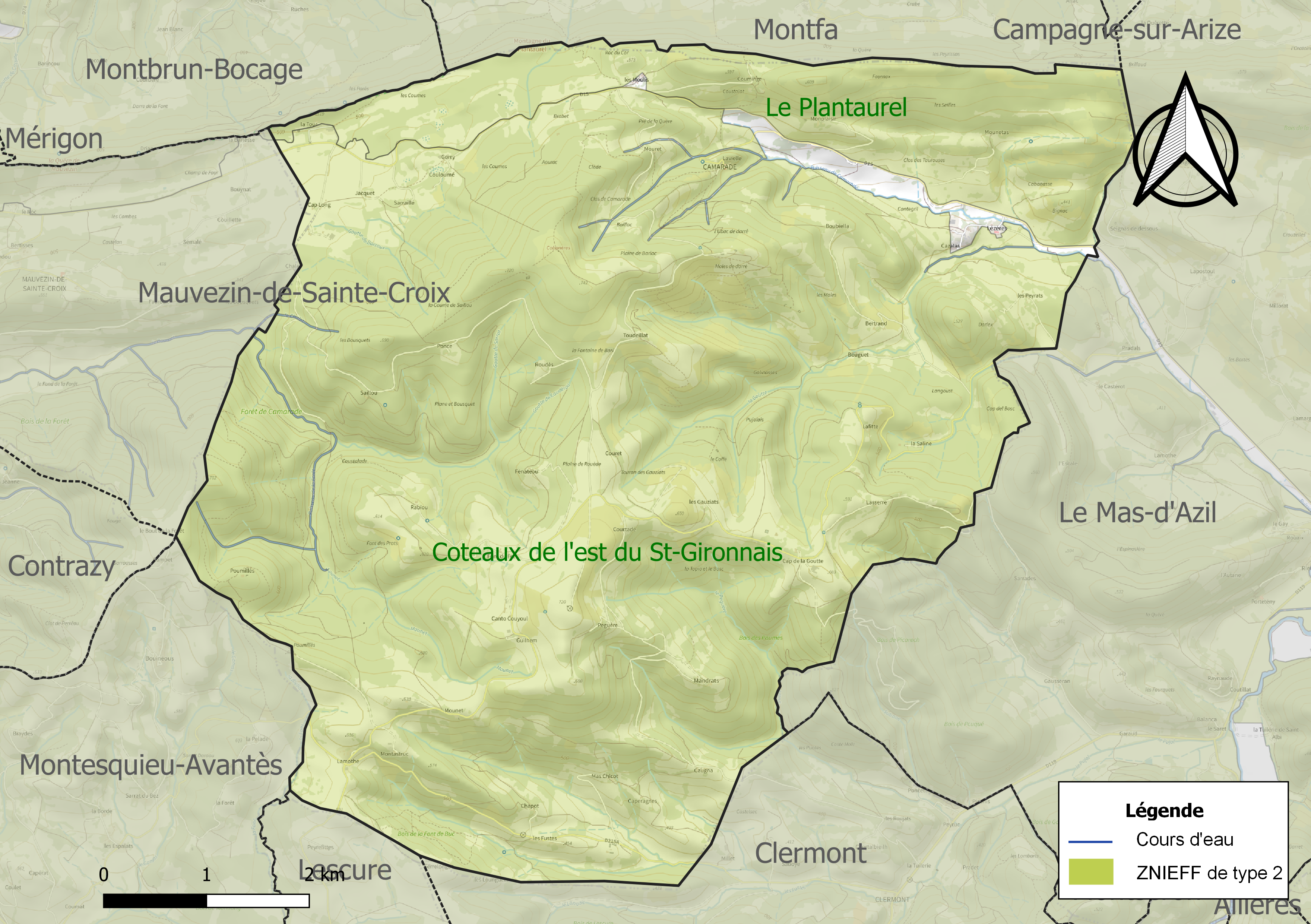
Carte des ZNIEFF de type 2 sur la commune.

## Urbanisme

### Typologie
Au 1er janvier 2024, Camarade est catégorisée commune rurale à habitat très dispersé, selon la nouvelle grille communale de densité à 7 niveaux définie par l'Insee en 2022.
Elle est située hors unité urbaine. Par ailleurs la commune fait partie de l'aire d'attraction de Saint-Girons, dont elle est une commune de la couronne,. Cette aire, qui regroupe 70 communes, est catégorisée dans les aires de moins de 50 000 habitants,.

### Occupation des sols
L'occupation des sols de la commune, telle qu'elle ressort de la base de données européenne d’occupation biophysique des sols Corine Land Cover (CLC), est marquée par l'importance des forêts et milieux semi-naturels (62,4 % en 2018), une proportion identique à celle de 1990 (62,4 %). La répartition détaillée en 2018 est la suivante : 
forêts (55,9 %), zones agricoles hétérogènes (19,2 %), prairies (18,4 %), milieux à végétation arbustive et/ou herbacée (6,5 %), terres arables (0,1 %). L'évolution de l’occupation des sols de la commune et de ses infrastructures peut être observée sur les différentes représentations cartographiques du territoire : la carte de Cassini (XVIIIe siècle), la carte d'état-major (1820-1866) et les cartes ou photos aériennes de l'IGN pour la période actuelle (1950 à aujourd'hui).

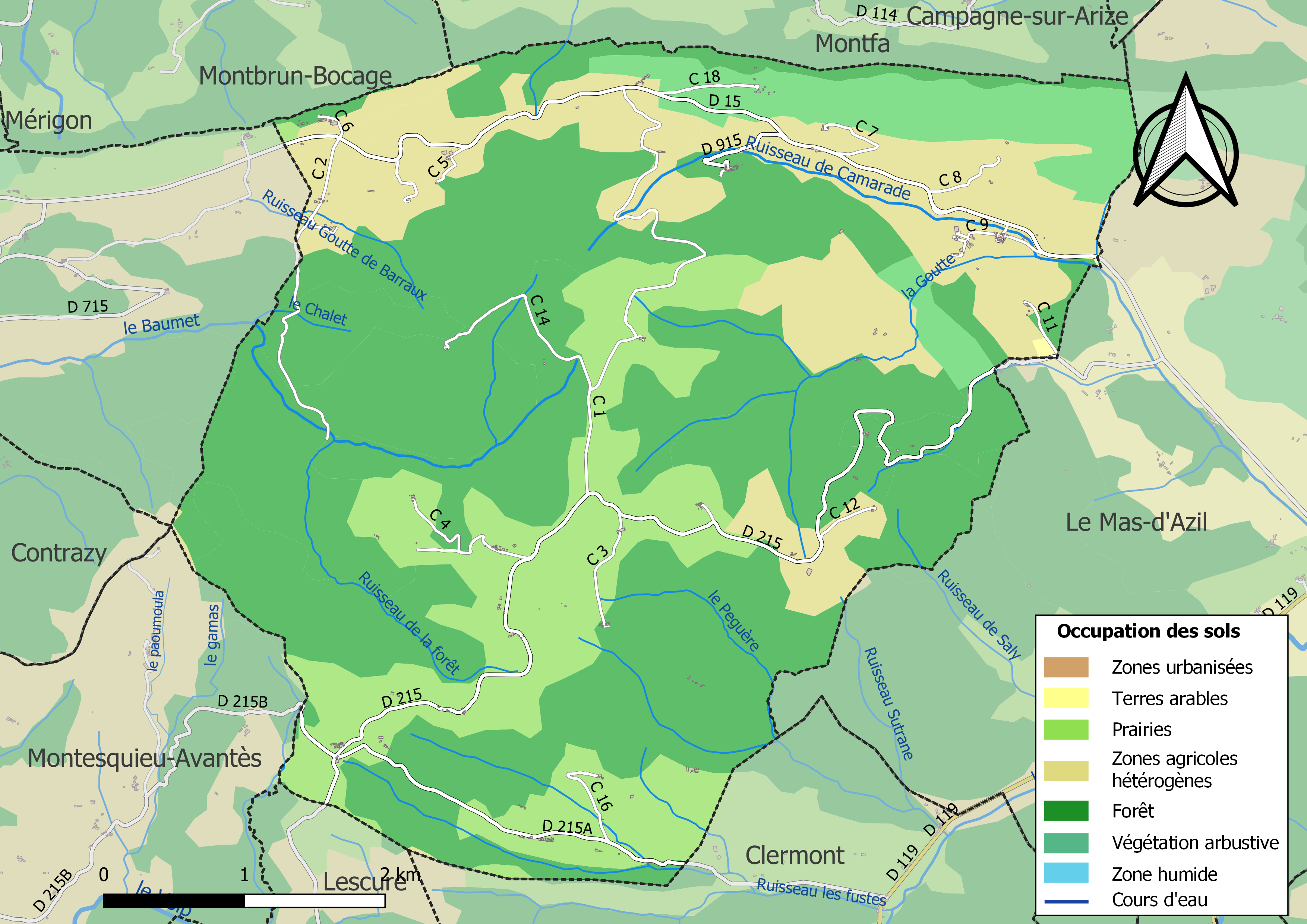
Carte des infrastructures et de l'occupation des sols de la commune en 2018 (CLC).

### Habitat et logement
En 2018, le nombre total de logements dans la commune était de 113, alors qu'il était de 107 en 2013 et de 101 en 2008.
Parmi ces logements, 71,7 % étaient des résidences principales, 22,4 % des résidences secondaires et 5,8 % des logements vacants. Ces logements étaient pour 92,4 % d'entre eux des maisons individuelles et pour 3,3 % des appartements.
Le tableau ci-dessous présente la typologie des logements à Camarade en 2018 en comparaison avec celle de l'Ariège et de la France entière. Une caractéristique marquante du parc de logements est ainsi une proportion de résidences secondaires et logements occasionnels (22,4 %) inférieure à celle du département (24,6 %) mais supérieure à celle de la France entière (9,7 %). Concernant le statut d'occupation de ces logements, 70,9 % des habitants de la commune sont propriétaires de leur logement (80,8 % en 2013), contre 66,3 % pour l'Ariège et 57,5 % pour la France entière.
| Typologie                                               | Camarade | Ariège | France entière |
| ------------------------------------------------------- | -------- | ------ | -------------- |
| Résidences principales (en %)                           | 71,7     | 65,7   | 82,1           |
| Résidences secondaires et logements occasionnels (en %) | 22,4     | 24,6   | 9,7            |
| Logements vacants (en %)                                | 5,8      | 9,7    | 8,2            |

### Risques majeurs

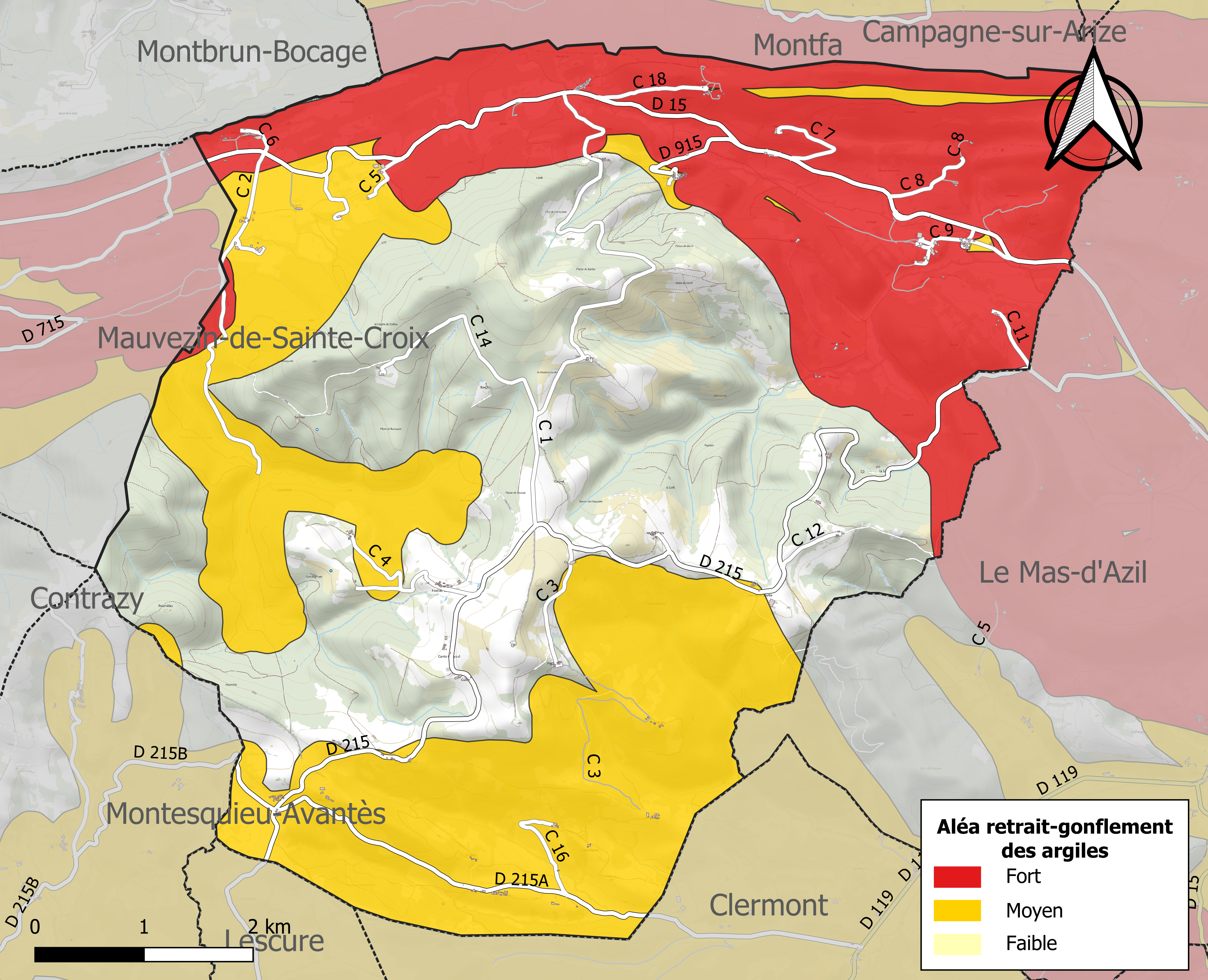
Zonage de l'aléa retrait-gonflement des argiles sur la commune de Camarade.

Le territoire de la commune de Camarade est vulnérable à différents aléas naturels : inondations, climatiques (grand froid ou canicule), feux de forêts, mouvements de terrains et séisme (sismicité modérée),.
Certaines parties du territoire communal sont susceptibles d’être affectées par le risque d’inondation par crue torrentielle d'un cours d'eau, ou ruissellement d'un versant.
Les mouvements de terrains susceptibles de se produire sur la commune sont soit des chutes de blocs, soit des glissements de terrains, soit des effondrements liés à des cavités souterraines, soit des mouvements liés au retrait-gonflement des argiles. Près de 50 % de la superficie du département est concernée par l'aléa retrait-gonflement des argiles, dont la commune de Camarade. L'inventaire national des cavités souterraines permet par ailleurs de localiser celles situées sur la commune.

## Histoire
Des sources salines issues des ophites de terrains métamorphiques du Trias supérieur ont été longtemps exploitées à Camarade pour en isoler le sel.
Le 17 novembre 1943, 4 maquisards et 2 otages sont tués et brûlés dans une grange à Ponce. Une stèle en leur mémoire a été apposée en 1989 à l'église.

## Politique et administration

### Découpage territorial
La commune de Camarade est membre de la Communauté de communes Arize Lèze, un établissement public de coopération intercommunale (EPCI) à fiscalité propre créé le 30 octobre 2016 dont le siège est à Le Fossat. Ce dernier est par ailleurs membre d'autres groupements intercommunaux.
Sur le plan administratif, elle est rattachée à l'arrondissement de Saint-Girons, au département de l'Ariège, en tant que circonscription administrative de l'État, et à la région Occitanie.
Sur le plan électoral, elle dépend du canton d'Arize-Lèze pour l'élection des conseillers départementaux, depuis le redécoupage cantonal de 2014 entré en vigueur en 2015, et de la deuxième circonscription de l'Ariège  pour les élections législatives, depuis le redécoupage électoral de 1986.

### Administration municipale
Le nombre d'habitants au recensement de 2011 étant compris entre 100 et 499, le nombre de membres du conseil municipal pour l'élection de 2014 est de 11,.

### Liste des maires
| Période                                  | Période  | Identité       | Étiquette | Qualité                                    |
| ---------------------------------------- | -------- | -------------- | --------- | ------------------------------------------ |
| 1989                                     | 2001     | Raymond Berdou | PS        | Conseiller général du Canton du Mas-d'Azil |
| mars 2001                                | En cours | Jean Marc Bazy | PS        | Fonctionnaire                              |
| Les données manquantes sont à compléter. |          |                |           |                                            |

## Population et société

### Démographie
L'évolution du nombre d'habitants est connue à travers les recensements de la population effectués dans la commune depuis 1793. Pour les communes de moins de 10 000 habitants, une enquête de recensement portant sur toute la population est réalisée tous les cinq ans, les populations de référence des années intermédiaires étant quant à elles estimées par interpolation ou extrapolation. Pour la commune, le premier recensement exhaustif entrant dans le cadre du nouveau dispositif a été réalisé en 2005.

En 2022, la commune comptait 209 habitants, en évolution de +15,47 % par rapport à 2016 (Ariège : +1,48 %, France hors Mayotte : +2,11 %).
| 1793  | 1800  | 1806  | 1821  | 1831  | 1836  | 1841  | 1846  | 1851  |
| ----- | ----- | ----- | ----- | ----- | ----- | ----- | ----- | ----- |
| 1 050 | 1 043 | 1 183 | 1 298 | 1 252 | 1 339 | 1 263 | 1 309 | 1 281 |

| 1856  | 1861  | 1866  | 1872  | 1876  | 1881 | 1886 | 1891 | 1896 |
| ----- | ----- | ----- | ----- | ----- | ---- | ---- | ---- | ---- |
| 1 186 | 1 105 | 1 103 | 1 064 | 1 045 | 951  | 901  | 851  | 802  |

| 1901 | 1906 | 1911 | 1921 | 1926 | 1931 | 1936 | 1946 | 1954 |
| ---- | ---- | ---- | ---- | ---- | ---- | ---- | ---- | ---- |
| 753  | 722  | 637  | 514  | 468  | 506  | 423  | 322  | 305  |

| 1962 | 1968 | 1975 | 1982 | 1990 | 1999 | 2005 | 2006 | 2010 |
| ---- | ---- | ---- | ---- | ---- | ---- | ---- | ---- | ---- |
| 249  | 226  | 195  | 178  | 158  | 157  | 148  | 146  | 180  |

| 2015 | 2020 | 2022 | - | - | - | - | - | - |
| ---- | ---- | ---- | - | - | - | - | - | - |
| 178  | 200  | 209  | - | - | - | - | - | - |

| selon la population municipale des années : | 1968 | 1975 | 1982 | 1990 | 1999 | 2006 | 2009 | 2013 |
| Rang de la commune dans le département      | 115  | 123  | 114  | 147  | 164  | 178  | 162  | 152  |
| Nombre de communes du département           | 340  | 328  | 330  | 332  | 332  | 332  | 332  | 332  |

### Sports
Chasse, pétanque.

## Économie

### Revenus
En 2018, la commune compte 76 ménages fiscaux, regroupant 178 personnes. La médiane du revenu disponible par unité de consommation est de 18 050 € (19 820 € dans le département).

### Emploi
| Division       | 2008   | 2013   | 2018   |
| -------------- | ------ | ------ | ------ |
| Commune        | 12,5 % | 10,6 % | 10,5 % |
| Département    | 8,9 %  | 11,1 % | 11,2 % |
| France entière | 8,3 %  | 10 %   | 10 %   |

En 2018, la population âgée de 15 à 64 ans s'élève à 107 personnes, parmi lesquelles on compte 77,2 % d'actifs (66,7 % ayant un emploi et 10,5 % de chômeurs) et 22,8 % d'inactifs,. En  2018, le taux de chômage communal (au sens du recensement) des 15-64 ans est inférieur à celui du département, mais supérieur à celui de la France, alors qu'en 2008 il était supérieur à celui du département.
La commune fait partie de la couronne de l'aire d'attraction de Saint-Girons, du fait qu'au moins 15 % des actifs travaillent dans le pôle,. Elle compte 28 emplois en 2018, contre 28 en 2013 et 34 en 2008. Le nombre d'actifs ayant un emploi résidant dans la commune est de 72, soit un indicateur de concentration d'emploi de 38,1 % et un taux d'activité parmi les 15 ans ou plus de 57,4 %.
Sur ces 72 actifs de 15 ans ou plus ayant un emploi, 24 travaillent dans la commune, soit 34 % des habitants. Pour se rendre au travail, 76,6 % des habitants utilisent un véhicule personnel ou de fonction à quatre roues, 1,3 % les transports en commun, 10,4 % s'y rendent en deux-roues, à vélo ou à pied et 11,7 % n'ont pas besoin de transport (travail au domicile).

### Activités hors agriculture
18 établissements sont implantés  à Camarade au 31 décembre 2019.
Le secteur des activités spécialisées, scientifiques et techniques et des activités de services administratifs et de soutien est prépondérant sur la commune puisqu'il représente 33,3 % du nombre total d'établissements de la commune (6 sur les 18 entreprises implantées  à Camarade), contre 13,2 % au niveau départemental.
L'économie de la commune est essentiellement basée sur l'élevage.
- Laine mohair : élevage de chèvres angora[59], vente à la ferme de laine et produits tricotés. Ferme pédagogique, sentier botanique, au Moulis.
- Chevaux de Mérens dressés : Haras des Monts d'Olmes, au lieu-dit « Mounet ».
- Fromage de vache biologique au lait cru type Bethmale, mais aussi raclette et Bauheim en hiver, à la ferme Guilhem.
- Gîtes touristiques à la Tour, à Montastruc.

### Agriculture
La commune fait partie de la petite région agricole dénommée « Région sous-pyrénéenne ». En 2010, l'orientation technico-économique de l'agriculture  sur la commune est l'élevage d'herbivores hors bovins, caprins et porcins.
|                                   | 1988 | 2000 | 2010 |
| --------------------------------- | ---- | ---- | ---- |
| Exploitations                     | 25   | 20   | 25   |
| Superficie agricole utilisée (ha) | 897  | 737  | 821  |

Le nombre d'exploitations agricoles en activité et ayant leur siège dans la commune est passé de 25 lors du recensement agricole de 1988 à 20 en 2000 puis à 25 en 2010, un nombre stable en 22 ans. Sur cette même période, le département a perdu 48 % de ses exploitations. La surface agricole utilisée sur la commune a également diminué, passant de 897 ha en 1988 à 821 ha en 2010. Parallèlement la surface agricole utilisée moyenne par exploitation a baissé, passant de 36 à 33 ha.

## Culture locale et patrimoine

### Lieux et monuments
- Église Saint-Jean-Baptiste.
- Temple de l’Église protestante unie de France de Lézères.
- Dolmen de Coumenge.
- Châtaignier de Lafitte serait le plus gros arbre de l'Ariège avec plus de 7 m de tour de taille.

### Personnalités liées à la commune
- Charles-François Sans-Leroy (1848-1922), sous-préfet, député de l'Ariège, conseiller général du canton d'Ax-les-Thermes, ensuite du Mas-d'Azil, maire de Daumazan-sur-Arize, ensuite de Camarade. Capitaine aux mobiles de l'Ariège en 1870. Sera compromis dans l’affaire du canal de Panama. Soupçonné de corruption, il sera arrêté avec Ferdinand de Lesseps en 1892, puis acquitté.
- Frédéric Moncassin (1968), coureur cycliste puis entraîneur, réside sur la commune.

## Pour approfondir